# Nicolas Van Horn
 (décembre 2020).
Si vous disposez d'ouvrages ou d'articles de référence ou si vous connaissez des sites web de qualité traitant du thème abordé ici, merci de compléter l'article en donnant les références utiles à sa vérifiabilité et en les liant à la section « Notes et références ».
Nicolas Van Horn (parfois écrit Van Hoorn ou Van Doorn, né vers 1635 à Flessingue et mort le 24 juin 1683 à Isla Mujeres) était un corsaire puis pirate d'origine zélandaise, qui avait pour habitude de voler des esclaves aux Espagnols et qui eut comme lieutenant, en 1683, le chevalier de Grammont, le principal chef corsaire de la colonie.
Avec Laurent de Graff et 1 200 flibustiers, dont des aventuriers anglais et français de la baie de Campêche, ils quittèrent le golfe du Honduras, contournant le Yucatán pour attaquer Vera Cruz. Ils se retrouvèrent ensuite à la Caye Mujeres, sur la côte nord-est du Yucatán, rendez-vous de la flotte.
Une querelle survint lors de cette expédition avec Laurent de Graff, qui se régla par un duel où Van Horn fut blessé à la main, blessure qui s'envenima et causa peu après son décès par la gangrène.